# NK Vrbovec
Nogometni klub Vrbovec je nogometni klub iz Vrbovca. Klub je osnovan 1924. godine. Utakmice igra na Gradskom stadionu u Vrbovcu. Uz seniore, u klubu djeluju momčadi svih mlađih kategorija (prstići, limači, mlađi i stariji pioniri, kadeti i juniori) i veterana.

## Povijest
Prvu nogometnu loptu u Vrbovec je za vrijeme ljetnih praznika 1923. godine donio student medicine Željko Novak. Vrlo brzo nogomet je postao omiljena igra među mladim Vrbovčanima.
Iako su se međusobne utakmice odigravale svakodnevno, prva javna nogometna utakmica odigrana je 8. rujna 1924. godine. Utakmica je odigrana na sajmištu između ekipe Š.U. Zrinjski (Vrbovec) i Sportskog kluba Graničar iz Ivanić-Grada. Utakmica je završila pobjedom Sportskog kluba Graničar rezultatom 6:2. Već 21. rujna odigrana je uzvratna utakmica, također u Vrbovcu, koju su ponovno dobili gosti, ovoga puta rezultatom 4:2.
Dva dana nakon tog susreta, 23. rujna 1924. godine, održana je prva glavna skupština kluba za konstruiranje Odbora novoosnovanog Vrbovečkog športskog kluba Zrinjski. Na 7. odborskoj sjednici, 18. listopada 1924. godine, prvim predsjednikom kluba pristaje biti Nikola Nikšić, tadašnji nadzornik pruge u Vrbovcu. Pet dana prije za trenera je izabran vrbovečki dimnjačarski obrtnik Antun Cvetković.       
Kako su godine prolazile klub je postizao sve bolje rezultate u nizu prijateljskih utakmica s klubovima iz Zagreba i iz drugih gradova.
Znatan dio prihoda od ulaznica i članarina klub je odvajao za gradnju društvenog doma u Vrbovcu. Bila su to vremena suradnje i zajedništva nogometaša, pjevača, vrbovečkih obrtnika i građana.
Klupska boja 1932. bila je zelena.
Jedan od većih uspjeha Zrinski je postigao 1941. godine na turniru u Sisku. Na tom turniru Vrbovčani su pobijedili domaćina-imenjaka Zrinski 3:1 i Turopolje 2:1, te tako osvojili pobjednički pokal. Godinu dana kasnije Zrinski nastupa na prvenstvu Bjelovarske župe.
Zbog ratnih strahota sportske aktivnosti su počele jenjavati, te se tako i klub ugasio 1945. godine.
Raspušten je 6. lipnja 1945. godine odlukom Ministra narodnog zdravlja Federativne Države Hrvatske, a obnovljen je 1946. godine.
To je bilo u godini nakon završetka rata kad je u Vrbovcu počela obnova športskog života. Početkom 1946. godine osniva se novo Fiskulturno društvo Naprijed. Unutar tog novoosnovanog društva djeluju sekcije za nogomet, lakoatletiku, šah, ping-pong i kuglanje. 
Već sljedeće godine promijenjeno je ime iz FD Naprijed u NK Vrbovec. Početkom te godine održava se prva godišnja skupština NK Vrbovca na kojoj je za predsjednika izabran Ivan Prelog. Početkom 1950. godine nogometni klub postaje dijelom Sportskog društva Vrbovec, a uz nogometni, u to društvo ulazi i odbojkaški klub Mladost.
NK Vrbovec se 1955. godine natječe u Međupodsaveznoj ligi (Od Daruvara i Virovitice do Duge Rese i Zagreba), što je bio jak rang, ali je natjecanje u njemu bilo vrlo skupo. Naredne godine, zbog reorganizacije lige, Vrbovec podpada pod Nogometni savez Sisak i natječe se u ligi kojom upravlja taj savez. Zbog nezadovoljstva s kvalitetom tog natjecanja Vrbovčani mole Zagrebački nogometni savez da ih primi u svoje društvo. Kako je liga već bila popunjena Vrbovčani su se morali zadovoljiti nastupanjem u 2. razredu te lige. Već 1959. klub se na vlastiti zahtjev seli u Nogometni savez Koprivnica. Nakon nekoliko pokušaja tek će sredinom sedamdesetih godina zaigrati u Zagrebačkoj zoni, a pravi se rezultatski uspon počeo događati deset godina kasnije. 
1971. godine ime kluba se mijenaj u Sportsko društvo Zrinski. Pod tim imenom klub je djelovao samo godinu dana. Početkom 1972. godine održana je zajednička skupština SD Zrinski i SD PIK Vrbovec na kojoj su ta dva društva spojena u jedinstveno Sportsko društvo PIK Vrbovec. Pod tim imenom klub djeluje sve do 2001. godine, kada PIK Vrbovec prestaje biti glavni sponzor, a klub vraća današnje ime – Vrbovec.
U sezoni 1993./94. Vrbovec prvi puta ulazi u drugu ligu, do tada se klub natjecao u trećoj ligi. Od tada Vrbovec je još u dva navrata nastupao u drugoj ligi (1995. – 1998. i 1999. – 2002.). Nakon posljednjeg ispadanja iz druge lige (2002.) klub se do sezone 2023./2024. redovito natjecao u trećoj ligi, u sezoni 2023./2024. klub se prvi puta u povijesti natječe u 4. nogometnoj ligi. 
Najveći klupski transfer bio je transfer Drage Pape (tadašnji hrvatski reprezentativac U-17) u Dinamo iz Zagreba.

## Prijašnji nazivi kluba[1]
- VŠK Zrinski (1924. – 1945.),
- Naprijed    (1946. – 1948.),
- Vrbovec     (1949. – 1970.),
- Zrinski     (1971. – 1972.),
- PIK Vrbovec (1972. – 2001.) (nakon spajanja sa SD PIK Vrbovec),
- NK Vrbovec (od 2001.)

## Plasman po sezonama
| Sezona      | Liga                          | Plasman/broj klubova u ligi | Hrvatski kup |
| ----------- | ----------------------------- | --------------------------- | --- |
| 1992.       | 3. HNL – Sjever (skupina B)   | 8. mjesto/8 klubova         | Nisu se kvalificirali |
| 1993./1994. | 2. HNL – Sjever               | 16. mjesto/16 klubova       | Nisu se kvalificirali |
| 1994./1995. | 3. HNL – Zagrebačka regija    | 1. mjesto/16 klubova        | Nisu se kvalificirali |
| 1995./1996. | 2. HNL – Zapad                | 8. mjesto/18 klubova        | 1/16 finala: PIK Vrbovec – Inker Zaprešić 0:3 0:7                                                                        |
| 1996./1997. | 2. HNL – Središte             | 4. mjesto/16 klubova        | 1/16 finala: PIK Vrbovec – Dubrovnik 0:3                                                                                 |
| 1997./1998. | 2. HNL – Središte             | 7. mjesto/17 klubova        | 1/16 finala: PIK Vrbovec – Zadarkomerc 1:4                                                                               |
| 1998./1999. | 3. HNL – Središte             | 1. mjesto/16 klubova        | Nisu se kvalificirali |
| 1999./2000. | 2. HNL                        | 7. mjesto/17 klubova        | Pretkolo: Sloboda Varaždin – PIK Vrbovec 3:0                                                                             |
| 2000./2001. | 2. HNL                        | 9. mjesto/18 klubova        | Pretkolo: Sloga Čakovec – PIK Vrbovec 0:1, 1/16 finala: PIK Vrbovec – Belišće 4:2, 1/8 finala: PIK Vrbovec – Varteks 0:4 |
| 2001./2002. | 2. HNL – Zapad-Jug            | 16. mjesto/16 klubova       | Nisu se kvalificirali |
| 2002./2003. | 3. HNL – Središte             | 12. mjesto/16 klubova       | Nisu se kvalificirali |
| 2003./2004. | 3. HNL – Središte             | 11. mjesto/16 klubova       | Nisu se kvalificirali |
| 2004./2005. | 3. HNL – Središte             | 10. mjesto/17 klubova       | Nisu se kvalificirali |
| 2005./06.   | 3. HNL – Središte             | 9. mjesto/16 klubova        | Nisu se kvalificirali |
| 2006./07.   | 3. HNL – Zapad                | 10. mjesto/18 klubova       | Nisu se kvalificirali |
| 2007./08.   | 3. HNL – Zapad                | 7. mjesto/18 klubova        | Nisu se kvalificirali |
| 2008./09.   | 3. HNL – Zapad                | 11. mjesto/18 klubova       | Nisu se kvalificirali |
| 2009./10.   | 3. HNL – Zapad                | 9. mjesto/18 klubova        | Nisu se kvalificirali |
| 2010./11.   | 3. HNL – Zapad                | 9. mjesto/18 klubova        | Pretkolo: Vrbovec – Mladost Cernik 4:2, 1/16 finala: Vrbovec – Zagreb 0:2                                                |
| 2011/12.    | 3. HNL – Zapad                | 7. mjesto/18 klubova        | Pretkolo: Vrbovec – Moslavina 2:0, 1/16 finala: Vrbovec – Inter (Z) 0:1                                                  |
| 2012./13.   | 3. HNL – Središte             | 11. mjesto/16 klubova       | Nisu se kvalificirali |
| 2013./14.   | 3. HNL – Središte             | 4. mjesto/16 klubova        | Nisu se kvalificirali |
| 2014./15.   | 3. HNL – Zapad                | 14. mjesto/16 klubova       | Nisu se kvalificirali |
| 2015./16.   | 3. HNL – Zapad                | 14. mjesto/16 klubova       | Nisu se kvalificirali |
| 2016./17.   | 3. HNL – Zapad                | 12. mjesto/16 klubova       | Nisu se kvalificirali |
| 2017./18.   | 3. HNL – Zapad                | 4. mjesto/18 klubova        | Pretkolo: Virovitica – Vrbovec 3:3 (9:10), 1/16 finala: Vrbovec – Rijeka 1:3                                             |
| 2018./19.   | 3. HNL – Zapad                | 11. mjesto/18 klubova       | Nisu se kvalificirali |
| 2019./20.   | 3. HNL – Središte             | 11. mjesto/16 klubova*      | Nisu se kvalificirali (*Prvenstvo je prekinuto nakon 17.kola zbog pandemije virusa)                                      |
| 2020./21.   | 3. HNL – Središte             | 16. mjesto/18 klubova       | Nisu se kvalificirali |
| 2021./22.   | 3. HNL – Središte             | 7. mjesto/18 klubova        | Nisu se kvalificirali |
| 2022./23.   | 3. NL – Centar                | 18. mjesto/18 klubova       | Nisu se kvalificirali |
| 2023./24.   | 4. NL Središte – podskupina B | 10. mjesto/16 klubova       | Nisu se kvalificirali |
| 2024./25.   | 4. NL Središte – podskupina B | 2. mjesto/16 klubova        | Nisu se kvalificirali |

## Poznati igrači
- Miljenko Kovačić
- Alen Mrzlečki
- Tihomir Nosek
- Dražen Jelić
- Nemanja Čorović
- Drago Papa
- Josip Gegić
- Josip Barišić
- Antonio Azinović
- Nikola Rak

## Vanjske poveznice
- Profil, HNS Semafor
- Nogometni leksikon